# 보림사사천왕문
보림사사천왕문(寶林寺四天王門)은 전라남도 장흥군 유치면 봉덕리, 보림사에 있는 사천왕문이다. 1981년 10월 20일 전라남도의 유형문화재 제85호로 지정되었다가, 1998년 6월 29일 문화재 지정이 해제되었다.

## 참고 문헌
- 보림사사천왕문 - 국가유산청 국가유산포털